# Bert Schneider
Bert Schneider (n. 1 iulie 1897, Cleveland, Ohio, SUA – d. 20 februarie 1986, Montréal, provincia Québec, Canada) a fost un boxer ce a reprezentat Canada, medaliat olimpic. A participat la o ediție a Jocurilor Olimpice (1920) în care a câștigat o medalie de aur.

## Participări
Lista de mai jos prezintă principalele competiții la care a participat Bert Schneider de-a lungul carierei.
- boxing at the 1920 Summer Olympics – welterweight[*]